# 長嶋修
長嶋 修（ながしま おさむ、1967年（昭和42年）9月12日-）は、日本の不動産コンサルタント。株式会社さくら事務所の創業者、現会長。日本ホームインスペクターズ協会理事長、らくだ不動産株式会社顧問。

## 略歴
東京都墨田区生まれ。広告代理店を経て、1994年（平成6年）ポラスグループ（中央住宅）入社。営業、企画、開発を経験後、1997年から営業支店長として幅広い不動産売買業務全般に携わる。
1999年、『人と不動産のより幸せな関係』を追求するために、業界初の個人向け不動産コンサルティング会社『不動産調査　さくら事務所（現　株式会社さくら事務所）』を設立。2005年12月、『人と不動産のより幸せな関係』を広めるため、同社社長を退き会長就任。マイホーム購入・不動産投資など、不動産購入ノウハウにとどまらず、業界・政策提言や社会問題全般にも言及するなど、精力的に活動している。
2022年5月現在、登録者数6.46万人のYouTubeチャンネル（長嶋修の「日本と世界を読む」）を運営。不動産投資・政治・経済・金融全般についての情報発信をするYouTuberとしても活動中（さくら事務所公式YouTubeチャンネルも運営中：登録者数1.06万人）。

## 「さくら事務所」社名の由来
長嶋は社名の由来について、さくら事務所20周年記念コンテンツの中で「自分の子供の名前です。桜子っていうんですけど、子供の名前をつけておけば、万が一血迷ったときに変な判断をしない。あとは日本っぽい名前がよかったのもありました。日本独特のものがよいなと思ってて、桜が好きだから。毎年、桜の季節になると幸せな感じがするじゃない。あの感じを365日やりたいな…」と語っている。

## NPO法人日本ホームインスペクターズ協会の設立

### 経緯
ホームインスペクションとは、住宅の劣化状況、不具合事象の有無、改修すべき箇所やその時期、おおよその費用などを見極め、アドバイスを行う専門業務である。住宅購入者が安心して住宅を購入できるよう、瑕疵（不具合事象）の有無などを診断できるそのような専門家を育成し、住宅流通の透明化・活性化を促すことを目的として2008年4月、長嶋が中心となってNPO法人日本ホームインスペクターズ協会を設立し、初代理事長に就任。

### 活動内容と理念
同協会では公認ホームインスペクターの資格試験・研修、消費者への公開、建物知識の普及活動などを行っており、理念は「人と住まいのより幸せな関係を追求し、その思想を世の中に広めること」。

### 沿革
2008.04.18　任意団体として設立
2009.02.05　特定非営利活動法人（NPO）として登記
2009.05.25　国土交通省　平成21年度長期優良住宅先導事業に採択『既存住宅の流通促進にかかわるホームインスペクション情報データベースシステム』
2009.07.02　一般社団法人リノベーション住宅推進協議会特別会員に入会
2009.11.14　第1回公認ホームインスペクター資格試験
2010.04.14　ホームインスペクション・マニュアル【既存木造戸建編】公開
2010.08.06　「あなたもなれる！ホームインスペクター（住宅診断士）テキスト」発売（再販予定なし）
2010.08.25　一般社団法人住宅履歴情報蓄積・活用推進協議会 （いえかるて）正会員に入会
2010.11.13　第2回公認ホームインスペクター資格試験
2011.03.01　ホームインスペクション（住宅診断）報告書作成システム「診断上手」運用開始
2011.09.25　第3回公認ホームインスペクター資格試験
2011.11.01　ホームインスペクター向け賠償責任保険開始
2012.04.25　ホームインスペクション・マニュアル【既存マンション（区分所有者向け）】　発売（再販予定なし）
2012.11.04　第4回公認ホームインスペクター資格試験
2013.05　　『ホームインスペクター（住宅診断士）資格試験テキスト』発売
2013.11.15　第5回公認ホームインスペクター資格試験
2014.09.06　住宅履歴蓄積システム「HIRO（ヒロ）」運用開始
2014.11.15　第6回公認ホームインスペクター資格試験
2015.11.08　第7回公認ホームインスペクター資格試験
2015.11.27　国土交通省 長期優良住宅化リフォーム推進事業に基づく「長優リフォームインスペクター」リスト公開
2016.03.14　住宅履歴情報管理システム「うちレコ」運用開始
2016.07.01　第8回公認ホームインスペクター資格試験実施要領発表
2016.11.13　第8回公認ホームインスペクター資格試験
2017.11.12　第9回公認ホームインスペクター資格試験
2018.11.18　第10回公認ホームインスペクター資格試験
2019.11.17　第11回公認ホームインスペクター資格試験

## 肩書
・不動産コンサルタント
・宅地建物取引士
・国土交通大臣認定　公認不動産コンサルティングマスター
・国土交通省　平成23年度不動産流通市場活性化フォーラム 委員
・国土交通省　平成21年度既存住宅の流通・リフォームにおける評価方法に関する技術検討委員会 委員
・国土交通省　平成20年度・21年度住宅履歴情報整備検討委員会普及啓発部会 委員
・経済産業省　平成21年度住宅履歴情報整備検討委員会共通の仕組み運用検討部会 委員
・国土交通省　平成20年度住宅履歴情報整備検討委員会普及啓発部会 委員
・国土交通省　平成20年度既存住宅流通における簡易な評価手法に関する 検討委員会 委員
・経済産業省　平成20年度新たな住宅産業人材育成に関する委員会 委員
・経済産業省　今後の住宅産業のあり方に関する研究会 委員
・経済産業省　平成18年度住宅ストック流通促進委員会　委員
・経済産業省　平成18年度住宅安全性確保サービス委員会　委員
・埼玉県 安心リフォーム普及事業 埼玉県リフォーム工事検査マニュアル作成会議 構成委員
・経済産業省　平成17年度消費者エージェント普及検討委員会 委員
・経済産業省 国土交通省 平成17年度住宅ストック利用促進研究会 委員
・経済産業省　平成16年度住宅産業関連ニュービジネス支援策検討委員会　委員
・国土交通省　平成24年度不動産流通市場活性化フォーラム　委員
・国土交通省　平成24年度既存住宅インスペクション・ガイドライン検討会　委員
・株式会社さくら事務所 創業者　会長
・日本ホームインスペクターズ協会　理事長　
・一般社団法人地域微動探査協会　理事
・らくだ不動産株式会社　取締役

## 著書
・『サラリーマンでもできる アパート・マンション投資』（2003年9月、アスカビジネス）
・『絶対に後悔しないマンション購入術 ○と×』（2003年12月、エクスナレッジ）
・『アパート・マンション投資 達人塾』（2004年6月、エクスナレッジ）
・『失敗しないマンション選び プロが教えるチェックポイント』（2004年9月、日本実業出版社）
・『安心して生涯住めるマンション一発判定』（2004年10月、双葉社）監修
・『住宅選びこれだけ心得帖 -マンション・一戸建てを賢く取得する46の方法』（2004年11月、日本経済新聞出版）
・『絶対に後悔しない一戸建て選び プロが教えるチェックポイント』（2005年2月、日本実業出版社）
・『「不動産の達人」の仕事学　～志をもてば夢はかなう！～』（2005年3月、こう書房）
・『住宅購入学入門 -いま、何を買わないか』（2005年6月、講談社）
・『絶対に失敗しない家づくり』（2005年10月、インデックス・コミュニケーションズ）
・『なぜ「耐震偽装問題」は起きるのか』（2005年12月、講談社）
・『本当にいいマンションの見極め方』（2006年2月、インデックス・コミュニケーションズ）
・『最新版！ 「安心できる」マンションを確実に選び出す法』（2006年3月、秀和システム）
・『知識ゼロから始める究極のマンション選び』（2006年7月、講談社）
・『絶対に後悔しない中古住宅選び プロが教えるチェックポイント』（2006年9月、日本実業出版社）
・『【改訂増補版】マンション購入術○と×』（2006年9月、エクスナレッジ）
・『建物調査入門 ― 中古住宅売買に必要な建物知識とチェックポイント』（2009年4月、住宅新報社）
・『不動産のプロから見た 日本経済の活路』（2009年5月、PHP研究所）
・『不動産投資「やっていい人、悪い人 -年収200万円時代に備える』（2010年5月、講談社）
・『マイホームはこうして選びなさい』（2011年8月、ダイヤモンド社）
・『絶対に後悔しないマンション購入術○と× 2012-13』（2011年12月、エクスナレッジ）
・『「マイホームの常識」にだまされるな！ 知らないと損する新常識80』（2013年7月、朝日新聞出版）
・『ホームインスペクション入門』（2013年6月、住宅新報社）
・『これから3年 不動産とどう付き合うか』（2014年5月、日本経済新聞出版）
・『「空き家」が蝕む日本』（2014年7月、ポプラ社）
・『あなたの土地の相続増税』（2014年8月、週刊エコノミストebooks）共著
・『実家の後始末 年末年始親と子で考える』（2014年12月、週刊エコノミストebooks）共著
・『土地投資の極意』（2015年5月、週刊エコノミストebooks）共著
・『不動産投資 成功の実践法則50』（2016年12月、ソーテック社）
・『家は中古が一番』（2017年5月、週刊エコノミストebooks）共著
・『不動産格差』（2017年7月、日本経済新聞出版）
・『5年後に笑う不動産』（2018年12月、ビジネス社）
・『まだ買うな！ 不動産』（2018年6月、週刊エコノミストebooks）共著
・『100年マンション 資産になる住まいの育てかた』（2018年9月、日本経済新聞出版）
・『マンションが危ない！』（2019年1月、週刊エコノミストebooks）共著
・『災害に強い住宅選び』（2020年5月、日経BP）
・『バブル再び -日経平均株価が4万円を超える日』（2022年2月、小学館）